# Stelkampsveld
Het Stelkampsveld is, tezamen met direct aansluitende percelen, een 102 hectare groot Nederlands Natura 2000-gebied. Het ligt in de Gelderse gemeente Lochem, tussen de plaatsen Barchem en Borculo. Het is bijna geheel eigendom van de natuurbeheerorganisaties Staatsbosbeheer en Natuurmonumenten. Er zijn in de nabije omgeving geen andere Natura 2000-gebieden.
Het Stelkampsveld was eeuwenlang een kampenlandschap met verspreid liggende kampen en bestond uit essen, graslanden, houtwallen, bosjes en heide met vennen. Het was lang onderdeel van landgoed Beekvliet. In de jaren 1990 is het aangewezen als habitatrichtlijngebied, later Natura 2000 geheten. Akkers en weilanden werden rond de eeuwwisseling omgevormd van boerenland tot natuurgebied. Twintig jaar later is achttien hectare rabattenbos gekapt, de grond werd afgegraven en de bodem vernat. Op deze wijze wilde men de landschappelijke situatie van rond 1850 terugbrengen.
Het natuurgebied is van oudsher een groeiplaats van de in Nederland zeldzame grote muggenorchis en het zeer zeldzame wolfsklauwmos. Ook parnassia komt er voor.
De provincie Gelderland is verantwoordelijk voor de uitvoering van de natuurbevorderingsmaatregelen en het Natura 2000 beheerplan. Waterschap Rijn en IJssel is een van de uitvoerende partijen.